# Приче из радионице
Приче из радионице је југословенска телевизијска серија, снимљена 1981, а емитована 1982. године. Режирао ју је Здравко Шотра по мотивима прича које је написао београдски аутомеханичар Драгиша Крунић. Иако спада у категорију мини серија, оставила је снажан траг у овом жанру, како због ефектне животне приче, тако и због сјајне глумачке екипе, коју је предводио Зоран Радмиловић.
Упоредо са серијом, снимљен је и филм Шеста брзина.

## Радња
У средишту серије је аутомеханичарска радионица, људи који раде у њој и они који кроз њу пролазе, било као сталне муштерије било као случајни намерници.
Људи који поштују свој аутомобил, у мајстору виде чудотворца и спремни су за њега све да учине, а како мајстор има велику сферу интересовања, то га доводи у контакт са различитим људима различитих професија на различитим местима, па се судбина мајстора преплиће са судбинама муштерија.
Београдски аутомеханичар Живота воли свој посао, а у њему не види ствари и бројке, већ искључиво људе. Жели да чује свачију причу, жели да сваком пружи шансу. Све занимљивости које доживљава бележи у свом дневнику, огромној књизи званој "Купусара“. Међутим, свет око њега је суров, људи имају своје интересе које желе да остваре, па тако и Живота бива увучен у вртлог превара и искоришћавања. На крају се у све разочара и схвата да ће ипак боље проћи уколико се, као његов комшија и конкурент Анђелко, према муштеријама односи строго пословно.
Аутомеханичар Живота доживљава разне згоде: неке су смешне, неке тужне, неке откривају лепоту, а неке људску беду. На крају се и сам запетља и покуша да се измени, али људима који код њега долазе потребан је онакав какав јесте.

## Списак епизода
| Редни број | Назив епизоде      | Премијерно емитовање |
| ---------- | ------------------ | -------------------- |
| 1          | Купусара           | 6. јануар 1982.      |
| 2          | Уметност глупарења | 13. јануар 1982.     |
| 3          | Пријатељство       | 20. јануар 1982.     |
| 4          | Пувакање и плакање | 27. јануар 1982.     |
| 5          | Батине             | 3. фебруар 1982.     |
| 6          | Богољуб            | 10. фебруар 1982.    |

## Улоге
| Глумац                   | Улога                                                  |
| ------------------------ | ------------------------------------------------------ |
| Зоран Радмиловић         | Мајстор Живота Говедаревић, аутомеханичар (6 еп. 1982) |
| Мира Бањац               | Савета Говедаревић, супруга (6 еп. 1982)               |
| Велимир Бата Живојиновић | Светолик Трпковић „Пуфта”, месар (6 еп. 1982)          |
| Милена Дравић            | госпођица Гвозденка, стална муштерија (6 еп. 1982)     |
| Стево Жигон              | Начелник Института за нафту (6 еп. 1982)               |
| Миливоје Мића Томић      | Крока (6 еп. 1982)                                     |
| Драган Максимовић        | Богољуб, калфа (6 еп. 1982)                            |
| Ненад Ненадовић          | Мића, шегрт (6 еп. 1982)                               |
| Милан Срдоч              | Накупац (5 еп. 1982)                                   |
| Тања Бошковић            | Глумица (5 еп. 1982)                                   |
| Милан Пузић              | Анђелко Дерета, конкурент (4 еп. 1982)                 |
| Жарко Радић              | Порезник 1 (4 еп. 1982)                                |
| Рамиз Секић              | Порезник 2 (4 еп. 1982)                                |
| Аљоша Вучковић           | Славко Распоповић, правник (3 еп. 1982)                |
| Душан Војновић           | Пеђа, сликар (3 еп. 1982)                              |
| Раде Марковић            | Друг Филиповић (2 еп. 1982)                            |
| Љубица Голубовић         | Филиповићева жена (2 еп. 1982)                         |
| Марко Николић            | Милорад Станковић (2 еп. 1982)                         |
| Лидија Манић             | Жужи, Милорадова жена (2 еп. 1982)                     |

 Остале улоге  ▼
| Глумац                   | Улога                                       |
| ------------------------ | ------------------------------------------- |
| Јаков Марчић             | Гавра (1 еп. 1982)                          |
| Богосава Никшић          | Крокина жена (2 еп. 1982)                   |
| Мелита Бихали            | Пуфтинa муштерија 1 (2 еп. 1982)            |
| Радмила Плећаш           | Пуфтинa муштерија 2 (2 еп. 1982)            |
| Драган Зарић             | Живорад, Жак (2 еп. 1982)                   |
| Стојан Столе Аранђеловић | Благота, цариник (1 еп. 1982)               |
| Неда Арнерић             | Љубинка, Лулу (1 еп. 1982)                  |
| Александар Берчек        | Говорник (1 еп. 1982)                       |
| Војислав Воја Брајовић   | Преварант (1 еп. 1982)                      |
| Ђорђе Јелисић            | Драгиша, сељак (1 еп. 1982)                 |
| Љубомир Ћипранић         | гастарбајтер (1 еп. 1982)                   |
| Вељко Маринковић         | гастарбајтеров отац (1 еп. 1982)            |
| Предраг Милинковић       | Возач погребних кола (1 еп. 1982)           |
| Воја Мирић               | Доктор (1 еп. 1982)                         |
| Предраг Панић            | гост у кафани (1 еп. 1982)                  |
| Михајло Бата Паскаљевић  | Радник на бензинској пумпи (1 еп. 1982)     |
| Чедомир Петровић         | Инг. Саша Поповић (1 еп. 1982)              |
| Зинаид Мемишевић         | чувар (1 еп. 1982)                          |
| Ненад Романо             | Песник (1 еп. 1982)                         |
| Ратко Сарић              | човек на ауто отпаду (1 еп. 1982)           |
| Јелица Сретеновић        | Живана, Пуфтина жена (1 еп. 1982)           |
| Драгољуб Војнов          | Цезар, муштерија са мерцедесом (1 еп. 1982) |
| Павле Вуисић             | Проф. Психијатар (1 еп. 1982)               |
| Владан Живковић          | Муштерија за генералну (1 еп. 1982)         |
| Рас Растодер             | Радник код Анђелка (1 еп. 1982)             |

Комплетна ТВ екипа  ▼
| Редитељ              | Здравко Шотра         | (6 еп. 1982)                              |
| Сценариста           | Драгиша Крунић        | (6 еп. 1982)                              |
| Продуцент            | Бојан Маљевић         | извршни продуцент (6 еп. 1982)            |
| Композитор           | Душан Каруовић        | (6 еп. 1982)                              |
| Директор фотографије | Милан Спасић          | (6 еп. 1982)                              |
| Монтажер             | Бојана Субота         | (6 еп. 1982)                              |
| Сценограф            | Борислав Њежић        | (6 еп. 1982)                              |
| Костимограф          | Јелисавета Гобецки    | (6 еп. 1982)                              |
| Одсек за шминку      | Анђелка Јовановић     | шминкер (непознат број епизода)           |
| Менаџер продукције   | Зоран Јанковић        | вођа снимања (6 еп. 1982)                 |
| Менаџер продукције   | Анђелија Влаисављевић | вођа снимања (6 еп. 1982)                 |
| Помоћник режије      | Драгољуб Петровић     | помоћник редитеља (непознат број епизода) |
| Остала екипа         | Драгица Марковић      | секретар режије (6 еп. 1982)              |
| Остала екипа         | Редак Бисер           | секретар режије (1 еп. 1982)              |
| Остала екипа         | Заувјек Млад Сумња    | секретар режије (1 еп. 1982)              |
| Остала екипа         | Заувјек Млад Удварач  | секретар режије (1 еп. 1982)              |

## Награде
Награду за најбољи Глумачки пар године по избору читалаца ТВ Новости добили су Мира Бањац за улогу Савете и Зоран Радмиловић за улогу Животе на Филмским сусретима у Нишу 1982. године.